# إدي مور (لاعب كرة قاعدة)
إدي مور (بالإنجليزية: Eddie Moore)‏ هو لاعب كرة قاعدة أمريكي، ولد في 18 يناير 1899 في بارلو في الولايات المتحدة، وتوفي في 10 فبراير 1976 في فورت مايرز في الولايات المتحدة.

## وصلات خارجية
- إدي مور على موقعبيزبول رفرنس.كوم (الدوري الرئيسي) (الإنجليزية)
- إدي مور على موقعبيزبول رفرنس.كوم (الدوري الثانوي) (الإنجليزية)